# Luigi Dossena
Luigi Dossena (28 de maio de 1925 – 9 de setembro de 2007) foi um prelado italiano da Igreja Católica que passou sua carreira no serviço diplomático da Santa Sé.

## Biografia
Luigi Dossena nasceu em Campagnola Cremasca, Itália, em 28 de maio de 1925. Foi ordenado sacerdote da Diocese de Crema em 25 de março de 1951.
Para se preparar para a carreira diplomática, ingressou na Pontifícia Academia Eclesiástica em 1953. Suas primeiras funções no serviço diplomático incluem uma passagem pela República Dominicana.
Em 27 de fevereiro de 1973, Papa Paulo VI o nomeou arcebispo titular e pró-núncio apostólico na Coreia do Sul.
Luigi recebeu sua consagração episcopal em 25 de março de 1973 do Cardeal Jean-Marie Villot. Os principais co-consagradores foram o Arcebispo emérito de Bangalore Duraisamy Simon Lourdusamy e o bispo de Crema, Carlo Manziana
Em 24 de outubro de 1978, o Papa João Paulo II o nomeou Pró-Núncio Apostólico em Cabo Verde, Níger, Senegal e Alto Volta e também Delegado Apostólico no Mali, Guiné-Bissau e Mauritânia.
Suas responsabilidades mudaram quando o Vaticano reorganizou sua presença diplomática na África. Os cargos de Pró-Núncio no Alto Volta e no Níger foram atribuídos a Justo Mullor García em 2 de maio e 25 de agosto de 1979. E o título de Dossena no Mali foi elevado a Pró-Núncio Apostólico em 3 de junho de 1980.
Em 30 de dezembro de 1985, foi nomeado Núncio Apostólico no Peru pelo Papa João Paulo II. Embora visto como mais moderado do que seu antecessor Mario Tagliaferri, ele assumiu posições semelhantes em relação ao seu papel como núncio e ao papel da Igreja na vida cívica. Alguns na hierarquia da Igreja no Peru queixaram-se de que ele tinha uma influência excessiva nas nomeações episcopais. Ele instou os bispos peruanos a apoiarem publicamente Mario Vargas Llosa nas eleições presidenciais de 1990.
Em 2 de março de 1994, foi nomeado Núncio Apostólico na Eslováquia .
Seu serviço como núncio terminou quando foi substituído na Eslováquia por Henryk Józef Nowacki em 8 de fevereiro de 2001.
Ele morreu em 9 de setembro de 2007 aos 82 anos.